# جائزة كالينغا

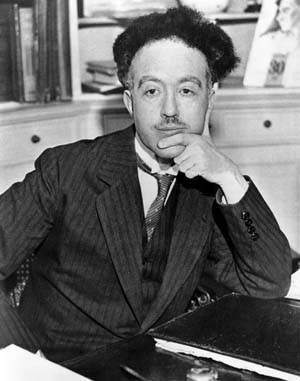

جائزة كالينغا لتبسيط العلوم (بالإنجليزية: Kalinga Prize for the Popularization of Science)‏ هي جائزة تمنحها منظمة اليونسكو سنويًا للأشخاص الذين أبدوا مهارة استثنائية في تقديم الأفكار العلمية للجمهور. أنشئت سنة 1952، بتبرع من السياسي الهندي بيجو باتنيك، مؤسس ورئيس مؤسسة كالينغا في الهند.

## حائزو الجائزة
| - 1952 ـ لويس دي بروي (فرنسا) - 1953 ـ جوليان هكسلي (المملكة المتحدة) - 1954 ـ فالديمار كيمبفيرت (الولايات المتحدة الأمريكية) - 1955 ـ أوغستو بي إي سونيير (فنزويلا) - 1956 ـ جورج غاموف (الولايات المتحدة الأمريكية) - 1957 ـ برتراند رسل (المملكة المتحدة) - 1958 ـ كارل فون فريش (ألمانيا) - 1959 ـ جان روستان (فرنسا) - 1960 ـ ريتشي كالدر (المملكة المتحدة) - 1961 ـ آرثر سي كلارك (المملكة المتحدة) - 1962 ـ جيرارد بيل (الولايات المتحدة الأمريكية) - 1963 ـ جاغجيت سينغ (الهند) - 1964 ـ وارن ويفر (الولايات المتحدة الأمريكية) - 1965 ـ يوجين رابينوفيتش (الولايات المتحدة الأمريكية) - 1966 ـ بول كديرك (فرنسا) - 1967 ـ فريد هويل (المملكة المتحدة) - 1968 ـ غافن دي بير (المملكة المتحدة) - 1969 ـ كونراد لورنتس (النمسا) - 1970 ـ مارغريت ميد (الولايات المتحدة الأمريكية) - 1971 ـ بيير أوجييه (فرنسا) - 1972 ـ فيليب أبيلسون (الولايات المتحدة الأمريكية) ونايجل كالدر (المملكة المتحدة) | - 1973 ـ حُجبت - 1974 ـ جوزيه ريس (البرازيل) ولويس استرادا مارتينيث (المكسيك) - 1975 ـ حُجبت - 1976 ـ جورج بورتر (المملكة المتحدة) وألكسندر أوبارين (روسيا) - 1977 ـ فرناند سيغوين (كندا) - 1978 ـ هويمار فون ديتفورت (ألمانيا) - 1979 ـ سيرجي كابيتسا (روسيا) - 1980 ـ أريستيديس باستيداس (فنزويلا) - 1981 ـ ديفيد أتينبارا (المملكة المتحدة) ودينيس فلاناغان (الولايات المتحدة الأمريكية) - 1982 ـ أوزوالدو فروتا-بيسوا (البرازيل) - 1983 ـ عبد الله المعطي شرف الدين (بنغلاديش) - 1984 ـ إيف كوبان (فرنسا) وإيغور بتريانوف (روسيا) - 1985 ـ بيتر مدور (المملكة المتحدة) - 1986 ـ نيكولاي باسوف (روسيا) وديفيد سوزوكي (كندا) - 1987 ـ مارسيل روش (فنزويلا) - 1988 ـ بيورن كورتين (فنلندا) - 1989 ـ سعد أحمد شعبان (مصر) - 1990 ـ مصباح الدين شامي (باكستان) - 1991 ـ رادو إفتيميفيتشي (رومانيا) وناريندر سيهغال (الهند) - 1992 ـ خورخي فلوريس فالديس (فنزويلا) بيتر أوكيبوكولا (نيجيريا) | - 1993 ـ بييرو أنجيلا (إيطاليا) - 1994 ـ نيكولاي دروزدوف (روسيا) - 1995 ـ خولييتا فييرو غروسمان (المكسيك) - 1996 ـ ييري غريغار (جمهورية التشيك) وجايانت نارليكار (الهند) - 1997 ـ دورايراجان بالاسوبرامانيان (الهند) - 1998 ـ ريخينا باث لوبيث (الفلبين) وإينيو كاندوتي (البرازيل) - 1999 ـ ماريان أدي (غانا) وإميل غابرييليان (أرمينيا) - 2000 ـ إرنست هامبورغر (البرازيل) - 2001 ـ ستيفانو فانتوني (البرازيل) - 2002 ـ ماريسيلا سالفاتييرا (فنزويلا) - 2003 ـ برويز هودبوي (باكستان) - 2004 ـ جان أودوز (فرنسا) - 2005 ـ جيتر بيرتوليتي (البرازيل) - 2006 ـ 2008 ـ حُجبت لتغييرات في أنظمة اليونسكو. - 2009 ـ ياش بال (الهند) وترين خوان ثوان (الولايات المتحدة الأمريكية/فييتنام) - 2010 ـ جوكولاناندا موهاباترا (الهند) - 2011 ـ رينيه راؤول دروكر كولين (المكسيك) - 2012 ـ باسانتا كومار بيهورا (الهند) - 2013 ـ تشيانجي لي (الصين) - 2014 ـ تريلوتشان برادان (الهند) |

## إحصائيات
حتى سنة 2014، حصل على الجائزة 70 شخصًا من 23 دولة، على النحو التالي:
- المملكة المتحدة: 10 مرات.
- الولايات المتحدة الأمريكية: 9 مرات.
- الهند: 8 مرات.
- فرنسا: 6 مرات.
- روسيا والبرازيل: 5 مرات لكل منهما.
- فنزويلا والمكسيك: 4 مرات لكل منهما.
- باكستان وألمانيا وإيطاليا وكندا: مرتان لكل منها.
- النمسا وبنغلاديش وفنلندا ومصر ورومانيا ونيجيريا وجمهورية التشيك والفلبين وغانا وأرمينيا وفييتنام والصين: مرة واحدة لكل منها.